# Coelites adamsoni
Coelites adamsoni är en fjärilsart som beskrevs av Moore 1890/92. Coelites adamsoni ingår i släktet Coelites och familjen praktfjärilar. Inga underarter finns listade i Catalogue of Life.